# Rodrigo Tarín
Rodrigo Tarín Higón (Chiva, 5 juli 1996) is een Spaans voetballer die bij voorkeur als centrale verdediger speelt. Hij komt uit voor FC Barcelona B.

## Clubcarrière
Ruiz trok op vijftienjarige leeftijd van Valencia CF naar FC Barcelona. Op 18 september 2014 verlengde hij zijn contract tot medio 2018. Op 22 augustus 2015 maakte hij zijn opwachting voor het tweede elftal tegen UE Cornellà. In 2017 dwong het tweede elftal promotie af naar de Segunda División. Op 19 augustus 2017 debuteerde hij in de Segunda División tegen CD Tenerife. Hij speelde de volledige wedstrijd.

## Statistieken
| Seizoen         | Club            | Competitie         | Competitie | Competitie | Beker | Beker | Supercup | Supercup | Europa | Europa | Totaal | Totaal |
| Seizoen         | Club            | Competitie         | Wed.       | Dlp.       | Wed.  | Dlp.  | Wed.     | Dlp.     | Wed.   | Dlp.   | Wed.   | Dlp.   |
| --------------- | --------------- | ------------------ | ---------- | ---------- | ----- | ----- | -------- | -------- | ------ | ------ | ------ | ------ |
| 2014-2015       | FC Barcelona B  | Segunda División A | 0          | 0          | 0     | 0     | —        | —        | —      | —      | 0      | 0      |
| 2015-2016       | FC Barcelona B  | Segunda División B | 31         | 0          | 0     | 0     | —        | —        | —      | —      | 31     | 0      |
| 2016-2017       | FC Barcelona B  | Segunda División B | 9          | 1          | 0     | 0     | —        | —        | —      | —      | 9      | 1      |
| 2017-2018       | FC Barcelona B  | Segunda División A | 10         | 0          | 0     | 0     | —        | —        | —      | —      | 10     | 0      |
| 2018-2019       | CD Leganés      | Primera División   | 11         | 0          | 2     | 0     | 0        | 0        | 0      | 0      | 13     | 0      |
| Carrière totaal | Carrière totaal | Carrière totaal    | 61         | 1          | 2     | 0     | 0        | 0        | 0      | 0      | 63     | 1      |

## Interlandcarrière
Tarín speelde reeds meerdere interlands voor verschillende Spaanse jeugdselecties. Hij speelde onder meer tien interlands voor Spanje –17.